# Bischweier
Bischweier település Németországban, azon belül Baden-Württembergben. Lakosainak száma 2933 fő (2023. december 31.).

## Népesség
A település népessége az elmúlt években az alábbi módon változott:
| Lakosok száma | 1297 | 1676 | 2518 | 2809 | 2651 | 2706 | 3064 | 3175 | 2999 | 2933 |
|               | 1961 | 1967 | 1974 | 1980 | 1987 | 1993 | 2000 | 2006 | 2013 | 2023 |